# Masten (stjärnbild)

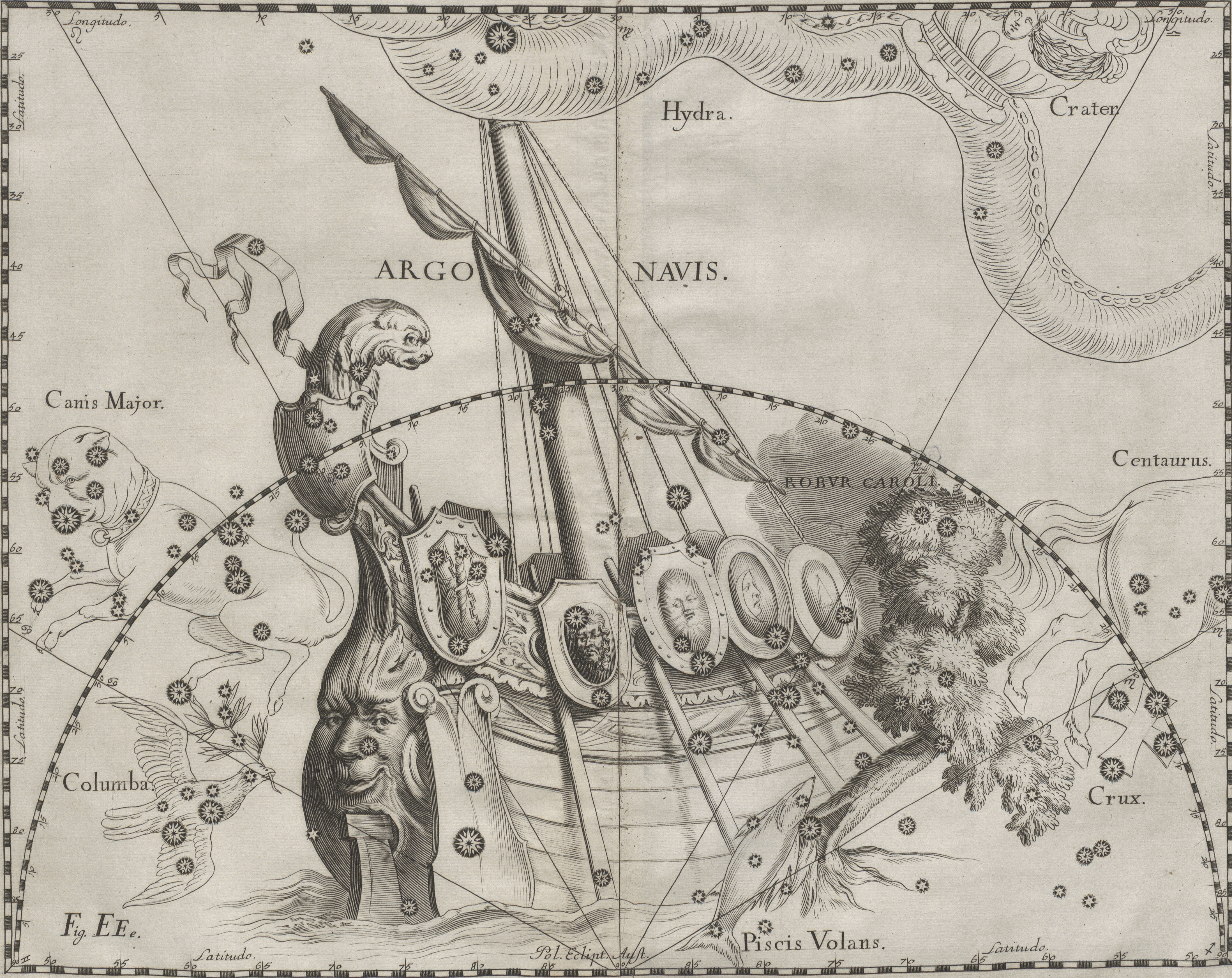
Konstellationen Argo Navis av Johannes Hevelius där Masten föreslogs ingå.

Masten (Malus på latin) på den södra stjärnhimlen föreslogs 1844 som en del av den gamla stjärnbilden Skeppet Argo av den engelske astronomen John Herschel. Den var tänkt att ersätta det mer tekniska namnet Kompassen och bättre passa in i den grekiska mytologin. Förslaget vann inget gehör bland andra astronomer, men hann tryckas i flera stjärnkartor och astronomiska verk.

## Stjärnor
Mastens stjärnbild innehöll i stort sett samma stjärnor som Kompassen, det vill säga inga stjärnor ljusstarkare än magnitud 3.
- Alfa Pyxidis var konstellationens ljusstarkaste stjärna med magnitud 3,67
- Beta Pyxidis magnitud 3,95